# 上多羅日夫
49°28′39″N 23°31′31″E / 49.47750°N 23.52528°E
上多羅日夫（羅馬化：Verkhnii Dorozhiv）是烏克蘭的村落，位於該國西部利沃夫州，由德羅霍貝奇區負責管轄，始建於1600年，面積32平方公里，2025年人口≈1,400，人口密度每平方公里50人。